# Ranatovce
Ranatovce (cyr. Ранатовце) – wieś w Serbii, w okręgu pczyńskim, w gminie Preševo, przy granicy z Kosowem. W 2002 roku liczyła 65 mieszkańców.